# Donna Murphy
Donna Murphy, född 7 mars 1959 i New York, är en amerikansk skådespelare.
Murphy har bland annat medverkat i TV-serien The Gilded Age från 2022. Hon har även medverkat i filmerna Trassel från 2010 och Spider-Man 2 från 2004.

## Filmografi (i urval)
- 1998 – Star Trek: Insurrection
- 1999 – The Astronaut's Wife
- 2004 – Spider-Man 2
- 2007 – The Nanny Diaries
- 2010 – Trassel
- 2011 – Higher Ground
- 2021–2022 – Gossip Girl (TV-serie)
- 2022 – The Gilded Age (TV-serie)
- 2024 – Brilliant Minds (TV-serie)